# 1848 (numero)
Milleottocentoquarantotto (1848) è il numero naturale dopo il 1847 e prima del 1849.

## Proprietà matematiche
- È un numero pari.
- È un numero composto da 32 divisori: 1, 2, 3, 4, 6, 7, 8, 11, 12, 14, 21, 22, 24, 28, 33, 42, 44, 56, 66, 77, 84, 88, 132, 154, 168, 231, 264, 308, 462, 616, 924, 1848. Poiché la somma dei suoi divisori (escluso il numero stesso) è 3912 > 1848, è un numero abbondante.
- È un numero di Harshad nel sistema numerico decimale, cioè è divisibile per la somma delle sue cifre.
- È un numero congruente.
- È un numero pratico.
- È un numero semiperfetto in quanto pari alla somma di alcuni (o tutti) i suoi divisori.
- È un numero malvagio.
- È parte delle terne pitagoriche (86, 1848, 1850), (161, 1848, 1855), (286, 1848, 1870), (305, 1848, 1873), (450, 1848, 1902), (539, 1848, 1925), (770, 1848, 2002), (864, 1848, 2040), (1045, 1848, 2123), (1089, 1848, 2145), (1190, 1848, 2198), (1280, 1848, 2248), (1386, 1848, 2310), (1495, 1848, 2377), (1760, 1848, 2552), (1786, 1848, 2570), (1848, 1989, 2715), (1848, 2205, 2877), (1848, 2464, 3080), (1848, 2610, 3198), (1848, 2970, 3498), (1848, 3136, 3640), (1848, 3286, 3770), (1848, 3465, 3927), (1848, 4114, 4510), (1848, 4160, 4552), (1848, 4675, 5027), (1848, 4914, 5250), (1848, 5390, 5698), (1848, 5661, 5955), (1848, 5785, 6073), (1848, 6336, 6600), (1848, 6650, 6902), (1848, 6935, 7177), (1848, 7511, 7735), (1848, 8525, 8723), (1848, 8614, 8810), (1848, 9614, 9790), (1848, 10080, 100248), (1848, 11011, 11165), (1848, 11786, 11930), (1848, 12870, 13002), (1848, 13489, 13615), (1848, 15190, 15302), (1848, 17375, 17473), (1848, 17739, 17835), (1848, 19360, 19448), (1848, 20286, 20370), (1848, 23680, 23752), (1848, 25839, 25905), (1848, 30464, 30520), (1848, 35550, 35598), (1848, 38786, 38830), (1848, 40635, 40677), (1848, 47414, 47450), (1848, 53345, 53377), (1848, 60970, 60998), (1848, 71136, 71160), (1848, 77605, 77627), (1848, 94855, 94873), (1848, 106714, 106730), (1848, 121961, 121975), (1848, 142290, 142302), (1848, 213440, 213448), (1848, 284589, 284595) , (1848, 426886, 426890), (1848, 853775, 853777).

## Astronomia
- 1848 Delvaux è un asteroide della fascia principale del sistema solare.
- IC 1848 è una nebulosa diffusa associata a un ammasso aperto nella costellazione di Cassiopea.

## Astronautica
- Cosmos 1848 è un satellite artificiale russo.